# 眶回
眶回（英文：Orbital gyrus）是大脑额叶底部的脑回，共4个、被H型的眶沟分隔，按照位置分别为前眶回（anterior）、后眶回（posterior）、内侧眶回（medial）、外侧眶回（lateral）。
内侧眶回与直回之间被嗅沟隔开，而直回一直延伸至大脑半球内侧面的额上回。眶回与嗅觉的感知有关。

## 图像

眶回位于红色标记处
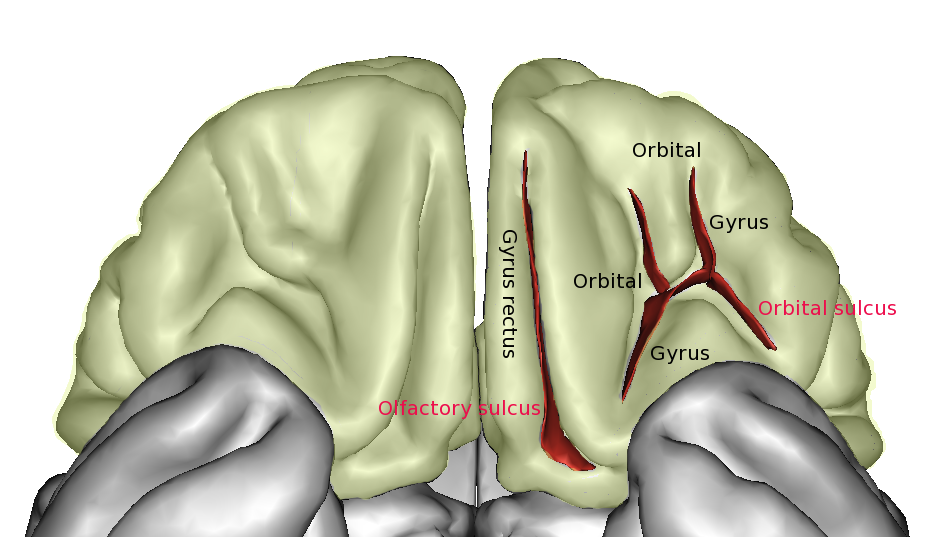
大脑底部
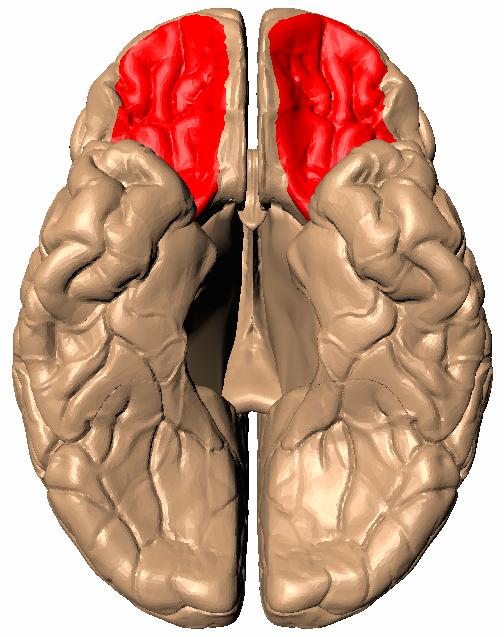
大脑底部（眶回位于红色标记处）